# Тирамису

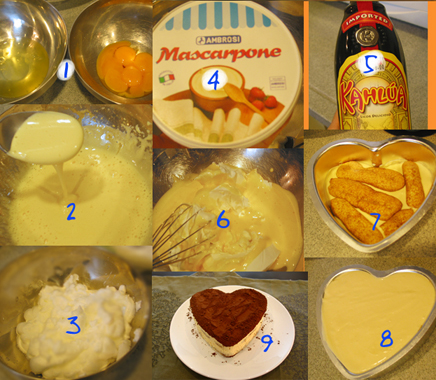
Этапы приготовления тирамису

Тирамису́ (итал. tiramisù, «вознеси меня» от гл. tira — тяни, mi — меня, su — вверх) — итальянский многослойный десерт, в состав которого входят сыр маскарпоне, кофе (обычно эспрессо), куриные яйца, сахар и печенье савоярди. Как правило, десерт припудривают какао-порошком. Возможна вариация с добавлением грецкого ореха.
Есть необычные адаптации рецепта, согласно которым какао-порошок заменяют тёртым шоколадом, савоярди — бисквитом, кофейную пропитку — фруктовой или алкогольной (обычно это марсала, мадера, амаретто), а в некоторых вариациях тирамису может напоминать пудинг или кекс.

## История
Есть легенда что аналогичный тирамису десерт был впервые приготовлен в XVII веке в Сиене (Тоскана) специально для Великого герцога Тосканы Козимо III Медичи, однако назывался он «Zuppa del duca», чему нет документальных подтверждений. Настоящая история этого кондитерского изделия начинается в 1960-х либо в 1970-х годах, что позволяет считать его относительно современным изобретением.
Письменное упоминание зафиксировано в статье Джузеппе ди Клементе (Giuseppe di Clemente) и датировано 1971 годом. В 1981 году его тёзка Джузеппе Маффиоли (Giuseppe Maffioli) в ежеквартальном журнале «Vin Veneto» писал, что тирамису создал кондитер Роберто Лингуанотто (Roberto Linguanotto) в конце 1960-х годов, «чуть более десятилетия назад», в ресторане «Alle Beccherie» (город Тревизо). Маффиоли подчеркнул, что своим названием тирамису (итал. tira mi sù — буквально «тяни меня вверх», в переносном смысле «подбодри меня») обязан тонизирующим и питательным свойствам его ингредиентов, но никак не свойствам афродизиака.
Рецепт также встречается в книге «I dolci del Veneto» (1983 год), затем в более поздних текстах, таких как «Cucina e tradizioni del Veneto», где пишут, что тирамису был создан в послевоенное время в ресторане «Alle Beccherie» шеф-поваром, имевшим опыт работы в Центральной Европе.
Также есть версии, приписывающие авторство ресторанам «El Toulà» и «Al Fogher». 8 октября 2006 года газета Baltimore Sun опубликовала статью, в которой утверждается, что поставщиком десертов для ресторана «Beccherie» был Карминантонио Яннаконе (Carminantonio Iannaccone), живущий в настоящее время в Балтиморе, штат Мэриленд, США, и что тирамису изобрёл именно он. Ещё один «отец тирамису» — кондитер Адо Кампеоль.
С 2017 года в Тревизо проходит чемпионат по приготовлению тирамису.

## Виды тирамису
- Классический тирамису
- Слоеный пирог тирамису
- Тирамису чизкейк
- Тирамису шоколадный мусс
- Тирамису аль Марсала
- Тирамису с ирисками